# George White (Footballtrainer)
George Leslie White (* 16. Januar 1936 in Glasgow (Montana); † 20. September 1996 in Hamburg) war ein US-amerikanischer American-Football-Trainer.

## Laufbahn
White schloss 1958 die Schule ab und studierte anschließend am Occidental College in Los Angeles (US-Bundesstaat Kalifornien). Ab 1961 war er als Lehrer tätig und war Trainer der Footballmannschaft der Balboa High School in San Francisco, ehe er zur Galileo High School wechselte, an der er 20 Jahre als Lehrer sowie Footballtrainer beschäftigt war und seine Mannschaft zu zwölf Titeln führte. 1988 wurde White in die Ruhmeshalle der kalifornischen Footballtrainer berufen. 1995 wurde der Footballplatz der Galileo High School nach ihm benannt.
1992 war White als Trainer einer Hamburger Auswahl vorgesehen, die in einer geplanten Europaliga antreten sollte. Im selben Jahr übernahm White das Cheftraineramt bei den Hamburg Blue Devils und betreute sie vorerst bis 1994. Während der Saison 1995 weilte er wieder in den Vereinigten Staaten, kam nach seiner Pensionierung als Lehrer zur 1996er Saison zu den Hamburgern zurück und trat eine zweite Amtszeit als Cheftrainer an. Anfang Juli 1996 führte White die Teufel durch einen 21:14-Sieg über Aix-en-Provence zum Gewinn des Eurobowls. White, der als Vaterfigur der Blue Devils beschrieben wurde, erlitt kurz vor einem Halbfinalspiel gegen Braunschweig während eines Mannschaftsabends auf einer Hamburger Kartbahn einen Herzinfarkt und starb. Er hinterließ seine Ehefrau sowie drei Kinder. Rund zwei Wochen nach Whites Tod wurden die Teufel vor 19 700 Zuschauern im Volksparkstadion durch einen 31:12-Sieg gegen Düsseldorf deutscher Meister.
Whites Sohn Ben wurde in Kalifornien ebenfalls Footballtrainer.